# 비밀기방 앙심정
《비밀기방 앙심정》은 2010년 10월 28일부터 2011년 1월 20일까지 방영된 E채널 드라마이다.

## 등장 인물

### 주요 인물
- 여현수: 강예랑 역
- 김하은: 민청설 역
- 권해효: 윤극검 역
- 이기영: 강승원 역

### 12 지신
- 김주영: 문익겸 역
- 이기열: 김처인 역
- 송요셉: 김판곤 역
- 정은표: 이자출 역

### 그 외 인물
- 권혁: 민 역
- 김소원: 묘화 역
- 지상민: 두룡 역
- 위양호: 오손 역
- 오정태: 노비시장 주인 역
- 황은정: 홍단 역
- 박우천: 박정도 역
- 이동훈: 최동순 역
- 정통: 돌쇠 역
- 배누리: 명월 역
- 박우천: 박정도 역

## 수상
- 2011년 제5회 케이블TV 방송대상 스타상(김하은)